# Agriacris bivittata
Agriacris bivittata är en insektsart som först beskrevs av Gerstaecker 1873.  Agriacris bivittata ingår i släktet Agriacris och familjen Romaleidae. Inga underarter finns listade i Catalogue of Life.